# Bogenhauser Künstlerkapelle
Die Bogenhauser Künstlerkapelle war ein deutsches Blockflötenensemble. Sie wurde um 1890 in München gegründet und bestand bis zum Ausbruch des Zweiten Weltkriegs.
Mitglieder waren u. a. die Bildhauer Georg Pezold und Professor Heinrich Düll, der Architekt Sedlmaier, die Drs. Rentsch und Aichinger. Als künstlerischer Leiter stieß später der „Kammervirtuose“ Heinrich Scherrer dazu, der auch als Herausgeber einer Gitarrenausgabe des Zupfgeigenhansl bekannt ist. Nach dessen Pensionierung übernahm der Orchestermusiker und Paukist Josef Wagener die Leitung. Das Ensemble spielte auf historischen Blockflöten u. a. von Denner. Die Kapelle wirkte bei zahlreichen Festen in München mit. Auftrittsorte waren der alte Rathaussaal, das Deutsche Museum und das Residenztheater. Die Musik des Ensembles wurde durch Rundfunkaufnahmen dokumentiert. Die Bogenhauser Künstlerkapelle war wahrscheinlich das erste deutsche Blockflötenensemble der neueren Zeit vor der allgemeinen „Renaissance“ des Instrumentes gegen 1930.

## Tondokumente
- ensemble arcimboldo: Bogenhauser Künstlerkapelle: Vergessene Avantgarde der Alten Musik. CD-Aufnahme des  Querschnitt des in den originalen Stimmbüchern erhaltenen Repertoires der Bogenhauser Künstlerkapelle. 2017, audite Musikproduktion CD 97730